# Logan Mankins
Logan Lee Mankins (født 10. marts 1982 i Catheys Valley, Californien, USA) er en amerikansk footballspiller, der spiller i NFL som offensive guard for New England Patriots. Han har spillet for Patriots siden han kom ind i ligaen i 2005.
Mankins var en del af det New England Patriots-hold, der både i 2008 og 2012 spillede sig frem til Super Bowl Her måtte man dog begge gange se sig besejret af New York Giants. Mankins er seks gange blevet udtaget til Pro Bowl, NFL's All Star-kamp

## Klubber
- 2005-: New England Patriots